# Lepthyphantes beroni
Lepthyphantes beroni är en spindelart som beskrevs av Christo Deltshev 1979. Lepthyphantes beroni ingår i släktet Lepthyphantes och familjen täckvävarspindlar.
Artens utbredningsområde är Grekland. Inga underarter finns listade i Catalogue of Life.